# کاونتری (رود آیلند)
کاونتری، رود آیلند (به انگلیسی: Coventry, Rhode Island) یک شهرک در ایالات متحده آمریکا است که در شهرستان کنت، رود آیلند واقع شده‌است.

## خصوصیات
کاونتری ۱۶۱٫۵ کیلومترمربع مساحت و ۳۵٬۰۱۴ نفر جمعیت دارد و ۱۲۹ متر بالاتر از سطح دریا واقع شده‌است.